# 空三華縣
空三華縣是泰國首都曼谷轄下的50個區之一。

## 概述
空三華縣總面積110.686平方公里。根據泰國官方於2022年所作的人口調查數據顯示：居住於空三華縣的總人口數量為209120人。空三華縣的人口密度為每平方公里1,889.31人。截至2022年，空三華縣是曼谷的所有縣之中人口最多的縣。
空三華縣縣議會有七名議員，每名議員任期四年。上次選舉於2006年4月30日舉行。泰愛泰黨贏得了所有七個議員席位。